# Westfälische Dialekte
Die westfälischen Dialekte (westfälisch Westfäölsk) bilden eine Dialektgruppe innerhalb des Niedersächsischen.

## Binnengliederung des Westfälischen

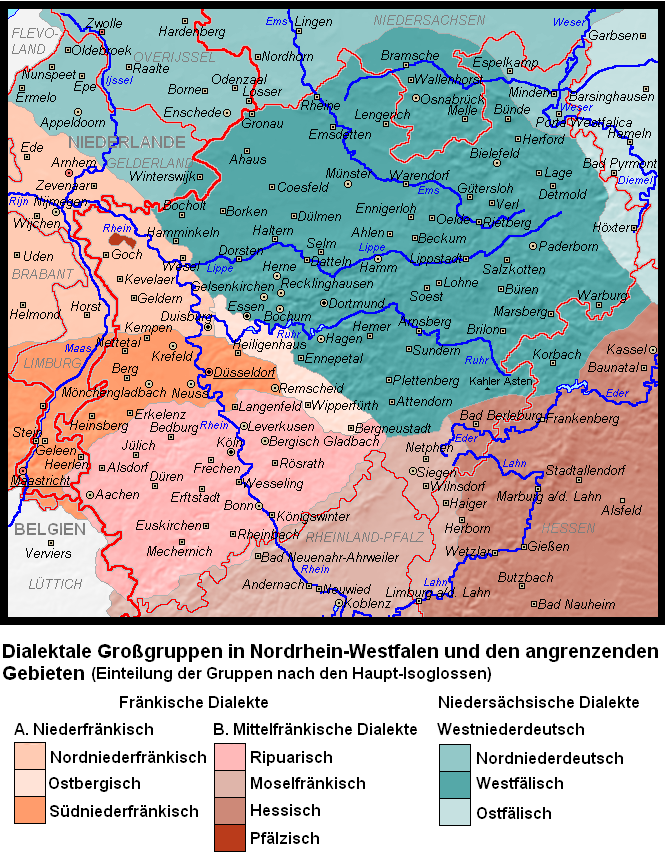
Das westfälische Sprachgebiet und seine Umgebung

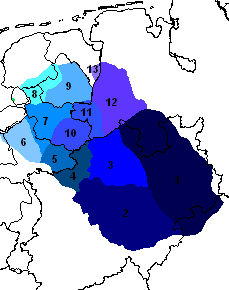
Das Westfälische wird in der Regel unterteilt in
1. Ostwestfälisch,
2. Südwestfälisch,
3. Münsterländisch,
4. Westmünsterländisch,
Je nach Definition werden noch hinzugerechnet:
5. Achterhoeks,
10. Twents.
11. Grafschafter Platt,
12. Emsländer Platt,
13. Westerwolds.
Niedersächsische Dialekte in den Niederlanden, die aus deutscher Sicht nicht zum Westfälischen gezählt werden, sind:
6. Veluws
7. Sallands
8. Stellingwerfs
9. Drents.

Innerhalb dieser Dialektgruppe unterscheidet man grob in der Regel vier Mundartgruppen. Dies sind:
- das Münsterländische,[3] das sich vom Südwestfälischen durch eine andere Entwicklung des aus urgermanisch *au entwickelten offenen langen, zur Unterscheidung ō² geschriebenen, 'o' unterscheidet, so dass es münsterländisch Brod, südwestfälisch Broud oder Braud und standarddeutsch Brot heißt,[4]
- das Ostwestfälische, das vom Münsterländischen und Südwestfälischen durch die Linie getrennt wird, östlich derer das ē² sich in verschiedene Laute aufgespalten hat (in der Regel ai und äi),[5]
- das Südwestfälische, das sich vom Münsterländischen durch eine andere Entwicklung des aus urgermanisch *au entwickelten offenen langen, zur Unterscheidung ⟨ō²⟩ geschriebenen, o unterscheidet, so dass es südwestfälisch Broud oder Braud, münsterländisch Brod und standarddeutsch Brot heißt,[6] und
- das Westmünsterländische,[7] das sich gegenüber dem Münsterländischen und Südwestfälischen durch das Fehlen der Westfälischen Brechung (s. u.) auszeichnet. Dafür stimmt dieser westfälische Dialekt bezüglich seiner Lautentwicklung der mittelniederdeutschen ē- und ō-Laute vielfach mit den angrenzenden niederfränkischen (und niederländischen) Dialekten überein.[8]

Eine feinere Gliederung unterscheidet:
- östliches Westfälisch
  - Waldeckisch
  - Paderbörnisch
  - Lippisch
  - Ravensbergisch
  - Osnabrückisch-Tecklenburgisch
- westliches Westfälisch
  - im Süden:
    - Sauerländisch
    - Soestisch
    - Märkisch

  - im Norden:
    - Münsterländisch
    - Gebiet um Lingen/Ems
    - Westmünsterländisch
    - Grafschaft Bentheim

Eine andere feinere Gliederung:
- Westmünsterländisch
- Münsterländisch
- Zentralwestfälisch
- Märkisch
- Sauerländisch („etwa von Menden bis Olpe“)
- Paderbörnisch
- Ravensbergisch
- Tecklenburgisch-Osnabrückisch
- Lippisch
- Mindisch

In Ostwestfalen-Lippe und angrenzenden Gegenden selbst unterscheidet man zwischen mehreren Mundarten, wobei die mitunter erheblichen Unterschiede in der Aussprache sowie die Grenzen der alten Territorien Orientierungspunkte sind:
- Osnabrücker Mundart (südlicher Kreis Osnabrück, Tecklenburger Land, Region Damme)[11]
- Ravensberger Mundart (nördliche Hälfte des Kreises Gütersloh, Kreis Herford, Riemsloh und Neuenkirchen im Kreis Osnabrück, kreisfreie Stadt Bielefeld)[12]
- Wiedenbrücker Mundart (südlicher Kreis Gütersloh)[13],
- Lippische Mundart (Kreis Lippe)[14]
- Paderborner Mundart (Kreis Paderborn und Teile des Kreises Höxter)[15]
- Waldecker Mundart (im nördlichen Hessen und östlichen Hochsauerlandkreis)[16]
- Sauerländisch[17]

Auch einige niedersächsische Dialekte der Niederlande, genauer die Dialekte Twents (dt. Twentisch), Achterhoeks (dt. Achterhoekisch) und Westerwolds, außerdem die südliche Variante des Emsländer Platt und das Grafschafter Platt der Grafschaft Bentheim werden mitunter dem Westfälischen zugeordnet. Im Einzelnen gibt es je nach verwendeten Definitionen Abweichungen.

## Abgrenzung des Westfälischen von benachbarten Sprachgebieten
Die Abgrenzung des Westfälischen wird unterschiedlich vorgenommen. Traditionell werden die Gebiete
- der „Westfälischen Brechung“, der Diphthongierung der alten Kurzvokale in offener Silbe wie in iäten ‚essen‘, wieten ‚wissen‘, Iems ‚Ems‘, uapen ‚offen‘, Fuegel ‚Vogel‘ genannt. In einigen Gegenden werden auch die Langvokale – wie auch im Ostfälischen – diphthongiert. Triphthonge kommen vor.
- Die Verwendung der Wörter küern ‚reden, sprechen‘ und Rüe ‚Hund‘ wird oft zusätzlich herangezogen.[1]

Doch beschreibt dies eher ein Kerngebiet, da z. B. im Lippischen die Westfälische Brechung fehlt. Daher gibt es auch Abgrenzungen, die einer Linie folgen wollen. So werden die
- Unterscheidung des alten langen a wie in Rot ‚Rat‘ vom später gedehnten a wie in Sake ‚Sache‘ im Nordosten,
- die Weser im Osten,
- das Isoglossenbündel der Zweiten Lautverschiebung, das den niederdeutschen und mitteldeutschen Sprachraum trennt, im Süden,
- im Südwesten die Grenze der Westfälischen Brechung und
- im Westen die niederländische Staatsgrenze genannt, da die deutsche Forschung im Gegensatz zur niederländischen oft die Betrachtung der dortigen Dialekte ausschließt.[19][1]

Eine andere Variante ist die Abgrenzung nach folgenden Grenzen:
- Im Norden wird nördlich der Isoglosse gebruaken: gebroken ein allmählicher Übergang angenommen.
- Im Osten (abgrenzend vom Ostfälischen) wird die Grenze anhand der Isoglosse di: dik festgelegt.
- Im Süden (abgrenzend vom Mitteldeutschen bzw. Westmitteldeutschen) wird wieder das Isoglossenbündel der Zweiten Lautverschiebung als Grenze genannt, während
- im Westen der Gegensatz von mähe(n) und mähet, also die Verbreitung des niedersächsischen Einheitsplurals, das Westfälische vom Niederfränkischen trennen soll.[20]

Solche Unterschiede erklären auch die unterschiedlichen Abgrenzungen der nebenstehenden Karten.

## Grammatik

### Deklination
Im Großteil des niederdeutschen Sprachraums sind Akkusativ und Dativ zu einem Objektfall zusammengefallen. Im Westfälischen gilt das nach Grimme (1910, S. 58 f.) nur regional: Im Südwestfälischen (Assinghausen) ist der Dativ bewahrt, im Münsterländischen (Ostbevern) ist der Dativ mit dem Akkusativ zusammengefallen. Wie im Restniederdeutschen gibt es Genitivbildungen nur noch in Resten in formelhaften Wendungen.

#### Substantive
Nach Grimme (1910, S. 61 f.), bezogen auf Südwestfälisch (Assinghausen – A) und Münsterländisch (Ostbevern – O):
|              | m.          | n.          | f.      | pl.                         |
| ------------ | ----------- | ----------- | ------- | --------------------------- |
| nom.         | -∅, -e      | -∅, -e      | -e      | (¨)-e, ¨-er, -es, -en, -ens |
| dat. (nur A) | -e, -en     | -e, -en     | -e, -en | (¨)-en, ¨-ern, -es          |
| akk.         | -∅, -e, -en | -∅, -e, -en | -en     | (¨)-e, ¨-er, -es, -en, -ens |

(¨ bezeichnet Umlaut)

#### Adjektive
Nach Grimme (1910, S. 68), bezogen auf Südwestfälisch (Assinghausen – A) und Münsterländisch (Ostbevern – O):
|              | m.        | n.               | f.      | pl. |
| ------------ | --------- | ---------------- | ------- | --- |
| bestimmt     |           |                  |         |     |
| nom.         | -e        | -e               | -e      | -e  |
| dat. (nur A) | -e, -en   | -e, -en          | -e, -en | -en |
| akk.         | -en       | -en              | -en     | -e  |
| unbestimmt   |           |                  |         |     |
| nom.         | -en       | -∅ (A: auch -te) | -e      | -e  |
| dat. (nur A) | -em (-en) | -em (-en)        | -er     | -en |
| akk.         | -en       | -∅ (A: auch -te) | -e      | -e  |

Die Endung -te tritt nur an, wenn das Adjektiv nominalisiert wird: mei ok ente „mir auch eins“ (Assinghausen, Grimme 1910, S. 68f).
Steigerung erfolgt mit -er (Komparativ) und -ste (Superlativ) (Grimme 1910, S. 68, für Assinghausen und Ostbevern).

#### Personalpronomen
Nach Grimme (1910, S. 64 f.), bezogen auf Südwestfälisch (Assinghausen – A) und Münsterländisch (Ostbevern – O):
|      | 1.sg.          | 2.sg.                         | 3.sg.m                    | 3.sg.n.                     | 3.sg.f                    | 1.pl.        | 2.pl.                 | 3.pl.                     | refl.                             |
| ---- | -------------- | ----------------------------- | ------------------------- | --------------------------- | ------------------------- | ------------ | --------------------- | ------------------------- | --------------------------------- |
| nom. | ik, ikke       | A: deä (-de, -te) O: du (-de) | A: hai (-he) O: häi (-he) | A: iet (-et, -t) O: et (-t) | A: sai (-se) O: säi (-se) | A: säi O: wi | A: äi O: ji (-ji, -e) | A: sai (-se) O: säi (-se) |                                   |
| dat. | A: mäi (O: mi) | A: däi (O: di)                | A: iemme (-me) (O: em)    | A: iemme (-me) (O: et, -t)  | A: ier (O: üör)           | us           | A: uch (O: ju)        | A: ienne (-ne) O: üör     | A: säi (m), ierk (f, pl) (O: sik) |
| akk. | A: mik O: mi   | A: dik O: di                  | A: ienne (-ne) O: em      | A: iet O: et (-t)           | A: sai (-se) O: üör       | us           | A: uch O: ju          | A: sai (-se) O: säi (-se) | A: sik (sg), ierk (pl) O: sik     |

Nach Grimme (1910, S. 73) flektieren Possessivpronomen wie unbestimmte (starke) Adjektive.

#### Demonstrativpronomen
Nach Grimme (1910, S. 73 f.), bezogen auf Südwestfälisch (Assinghausen – A) und Münsterländisch (Ostbevern – O):
|         | einfaches                              | zusammengesetztes                   |
| ------- | -------------------------------------- | ----------------------------------- |
| nom.sg. | A: dai, dat O: däi, dat                | düsse, düt                          |
| dat.sg. | A: diem, dier, diem (O: den, däi, dat) | A: düm, dür (O: düssen, düsse, düt) |
| akk.sg. | A: dai O: däi                          | düssen (A) / dün (O), düsse, düt    |
| nom.pl  |                                        |                                     |
| dat.pl  |                                        |                                     |
| akk.pl  |                                        |                                     |

## Beschreibung des Westfälischen
Das Westfälische hat zahlreiche altertümliche grammatische Formen und Aussprachegewohnheiten bewahrt.
In der verschriftlichten Form gibt es keine normierten Rechtschreibregeln; geschrieben wird meist nach phonetischen Gesichtspunkten. Für das Münsterländische und für das Ostwestfälische im Ravensberger Land gibt es jedoch ausgearbeitete Schreibweisen.
Der Wortschatz des Westfälischen wird im Westfälischen Wörterbuch (Westfälisch in Nordrhein-Westfalen) und im Niedersächsischen Wörterbuch (Westfälisch in Niedersachsen) beschrieben. Das Westfälische Wörterbuch wird von der Mundartkommission des Landschaftsverbandes Westfalen-Lippe von einem einzigen Mitarbeiter bearbeitet. Dieses wurde mit dem letzten Band im Jahr 2021 von Robert Damme abgeschlossen.

## Dialekte in Nordrhein-Westfalen
Nach dem LVR-Institut für Landeskunde und Regionalgeschichte finden sich in Nordrhein-Westfalen folgende Dialektgruppen:
- Westfälisch
  - Westmünsterländisch
  - Münsterländisch
  - Südwestfälisch
  - Ostwestfälisch
- Niederfränkisch
  - Kleverländisch
  - Ostbergisch
  - Südniederfränkisch
- Mittelfränkisch
  - Ripuarisch
  - Moselfränkisch (um Siegen)
- Rheinfränkisch (um Bad Berleburg)

Dazu kommen folgende Dialektinseln:
- Hötter Platt in Düsseldorf-Gerresheim
- Pfälzisch am unteren Niederrhein in den drei Dörfern Pfalzdorf, Louisendorf und Neulouisendorf